# Eupleura pectinata
Eupleura pectinata är en snäckart som först beskrevs av Hinds 1844.  Eupleura pectinata ingår i släktet Eupleura och familjen purpursnäckor. Inga underarter finns listade i Catalogue of Life.